# Boenasa tricolor
Boenasa tricolor là một loài bướm đêm thuộc phân họ Arctiinae, họ Erebidae.